# Hishiryo: Piano Solo
Hishiryo: Solo Piano ist ein Soloalbum des Schweizer Pianisten, Bandleader, Autor und Komponisten Nik Bärtsch, das 2002 im Radiostudio Zürich des Schweizer Radio und Fernsehen (SRF) aufgenommen wurde und erstmals 2006 beim Label Tonus Music erschien.
Das Album Hishiryo ist keine traditionelle Jazzaufnahme. Stattdessen zeichnet es sich durch eine bewusste Reduktion auf das Wesentliche aus, die meditative Klarheit, strukturelle Raffinesse und einen musikalisch-philosophischen Ansatz vereint. Dieses Album verkörpert einen zeitgenössischen, fokussierten „Zen-Jazz“, der sich durch seine Form, seine Idee und seine Umsetzung vom Mainstream abhebt.
Nik Bärtsch, der Zen-Meditation und Aikidō praktiziert, hat den Begriff Hishiryō (japanisch 非思量, „das dem Denken Unermessliche“) aus dem Zen-Buddhismus entlehnt. Er kann mit „Denken aus dem Grunde des Nicht-Denkens“ übersetzt werden. Es bezeichnet den unmittelbar erfahrbaren Zustand, in welchem offenbar ist, dass die letzte Wirklichkeit jenseits des Denkens liegt.

## Titelliste
Alle Kompositionen stammen von Nik Bärtsch.
1. Modul 8_9 – 6:13
2. Modul 13 – 7:15
3. Modul 14 – 3:30
4. Modul 4 – 5:48
5. Modul TM – 2:27
6. Modul 5 – 6:55
7. Modul 6 – 4:04
8. Modul 11 – 5:46

## Besetzung
- Nik Bärtsch – Piano, Präpariertes Klavier, Perkussion

## Rezeption
In der AllMusic-Rezension von arwulf arwulf heißt es: „Diese wunderbare Reihe von Ritualen für präpariertes Klavier und Schlagzeug ist der ideale Prolog zu Bärtschs späteren Ensemble-Realisierungen. Es ist sehr empfehlenswert.“
Auf All About Jazz bemerkte Budd Kopman: „Hishiryo hebt sich offensichtlich von anderen Stücken ab, weil die Instrumentierung ein Soloklavier ist. Das Hauptinteresse liegt jedoch darin, dass man deutlich die Ergebnisse des Komponisten Bärtsch bei der Arbeit sehen kann. Mit Ausnahme der Module ‚TM‘, das vom Stück ‚Turkish Mambo‘ von Lennie Tristano inspiriert ist und ‚6‘" erscheinen alle Module auf anderen, meist früheren Aufnahmen. So erhalten wir einen faszinierenden Einblick in die Musik in ihrer Nacktheit, bevor sie für Mobile oder Ronin arrangiert wird“.